# Dongzhai, Shanxi
Dongzhai är en köpinghuvudort i Kina. Den ligger i provinsen Shanxi, i den norra delen av landet, omkring 110 kilometer norr om provinshuvudstaden Taiyuan. Antalet invånare är 17 452. Befolkningen består av 7 965 kvinnor och 9 487 män. Barn under 15 år utgör 18,0 %, vuxna 15-64 år 72 %, och äldre över 65 år 8,0 %.
Runt Dongzhai är det ganska tätbefolkat, med 80 invånare per kvadratkilometer. Dongzhai är det största samhället i trakten. Trakten runt Dongzhai består i huvudsak av gräsmarker.
Genomsnittlig årsnederbörd är 613 millimeter. Den regnigaste månaden är juli, med i genomsnitt 191 mm nederbörd, och den torraste är januari, med 2 mm nederbörd.